# Эрих, Эльза
Эльза Эрих (нем. Elsa Ehrich, 8 марта 1914, Темплин, Германия — 26 октября 1948, Люблин, Польша) — надзирательница  нацистских концлагерей Нойенгамме, Плашов и Майданек, военная преступница. 

## Работа в лагерях
Родилась в Темплине и до войны работала на бойне.
15 августа 1940 года Эрих поступила на службу в концентрационный лагерь Равенсбрюк в качестве надзирателя. В октябре 1942 года её перевели в концлагерь Майданек около Люблина, где через некоторое время она была повышена в должности. В лагере Эрих служила под командованием СС в женском отделении, и была ответственна за гибель тысяч заключённых женщин и детей. Она работала вместе с Герминой Браунштайнер и славилась очень жестоким обращением с заключёнными. За 34 месяца работы лагеря более 79 000 заключенных были убиты только в главном лагере (59 000 из них — польские евреи), и от 95 000 до 130 000 человек — во всём Майданеке. 3 ноября 1943 года около 18 000 евреев были убиты в Майданеке во время крупнейшего массового расстрела, названного «Праздником сбора урожая» (всего 43 000 человек). В феврале 1943 года Эрих заболела тифом. 5 апреля 1944 года она была назначена старшей надзирательницей (нем. Oberaufseherin) в концлагере Плашов, а с июня 1944 года по апрель 1945 года работала в концлагере Нойенгамме.

## Арест, суд и казнь
В мае 1945 года Эльза Эрих была арестована в Гамбурге и помещена в лагерь для военнопленных в Дахау. Во время заключения она жила в одной камере с другой известной надзирательницей Марией Мандель. Вскоре Эрих была передана польским властям. В 1948 году она предстала перед районным судом в Люблине во время второго судебного процесса Майданека. Ей было предъявлено обвинение в совершении военных преступлений и преступлений против человечности. 10 июня 1948 года суд признал Эрих виновной и приговорил к смертной казни. После оглашения приговора подсудимая пыталась оспорить решение суда и попросила польского президента о помиловании, мотивируя это наличием у неё маленького сына. Однако президент Польши Болеслав Берут отклонил прошение, и приговор был оставлен без изменения. 26 октября 1948 года Эльза Эрих была повешена в Люблинской тюрьме.